# عزلة المغارب (صنعاء)

تعديل مصدري - تعديل

عزلة المغارب هي إحدى عزل مديرية صعفان في محافظة صنعاء اليمنية ويبلغ تعداد سكانها 2818 نسمة حسب التعداد السكاني في اليمن لعام 2004.